# Filipinas nos Jogos Olímpicos de Verão de 2008
As Filipinas competiram nos Jogos Olímpicos de Verão de 2008, em Pequim, na China.
Quinze atletas filipinos participaram dos jogos. O porta-bandeira da delegação na cerimônia de abertura foi o boxeador profissional Manny Pacquiao, que não competiu.

## Desempenho

### Atletismo
Masculino
| Atletas      | Evento             | Preliminares | Preliminares | Final       | Final       |
| Atletas      | Evento             | Marca        | Posição      | Marca       | Posição     |
| ------------ | ------------------ | ------------ | ------------ | ----------- | ----------- |
| Henry Dagmil | Salto em distância | 7,58m        | 34º          | Não avançou | Não avançou |

Feminino
| Atletas           | Evento             | Preliminares | Preliminares | Final       | Final       |
| Atletas           | Evento             | Marca        | Posição      | Marca       | Posição     |
| ----------------- | ------------------ | ------------ | ------------ | ----------- | ----------- |
| Marestella Torres | Salto em distância | 6,17m        | 34º          | Não avançou | Não avançou |

### Boxe
| Atleta        | Evento             | Fase de 32              | Fase de 16             | Quartas                | Semifinais             | Final                  |
| Atleta        | Evento             | Adversário e resultado  | Adversário e resultado | Adversário e resultado | Adversário e resultado | Adversário e resultado |
| ------------- | ------------------ | ----------------------- | ---------------------- | ---------------------- | ---------------------- | ---------------------- |
| Harry Tañamor | Peso mosca-ligeiro | GHA M. Plange D PTS 3:6 | Não avançou            | Não avançou            | Não avançou            | Não avançou            |

### Halterofilismo
Feminino
| Atleta       | Evento | Arranque (kg) | Arremesso (kg) | Total (kg) | Posição |
| ------------ | ------ | ------------- | -------------- | ---------- | ------- |
| Hidilyn Diaz | -58kg  | 85,0          | 107,0          | 192,0      | 11º     |

### Natação
Masculino
| Atleta(s)          | Evento          | Eliminatórias | Eliminatórias | Semifinal   | Semifinal   | Final       | Final       |
| Atleta(s)          | Evento          | Tempo         | Posição       | Tempo       | Posição     | Tempo       | Posição     |
| ------------------ | --------------- | ------------- | ------------- | ----------- | ----------- | ----------- | ----------- |
| Daniel Coakley     | 50 m livre      | 22s69         | 39º           | Não avançou | Não avançou | Não avançou | Não avançou |
| Ryan Paolo Arabejo | 1500 m livre    | 15m42s27      | 32º           |             |             | Não avançou | Não avançou |
| Miguel Molina      | 200 m peito     | 2m16s94       | 47º           | Não avançou | Não avançou | Não avançou | Não avançou |
| Miguel Molina      | 200 m medley    | 2m01s61       | 27º           | Não avançou | Não avançou | Não avançou | Não avançou |
| James Walsh        | 200 m borboleta | 1m59s39 (NR)  | 29º           | Não avançou | Não avançou | Não avançou | Não avançou |

Feminino
| Atleta(s)      | Evento      | Eliminatórias | Eliminatórias | Semifinal   | Semifinal   | Final       | Final       |
| Atleta(s)      | Evento      | Tempo         | Posição       | Tempo       | Posição     | Tempo       | Posição     |
| -------------- | ----------- | ------------- | ------------- | ----------- | ----------- | ----------- | ----------- |
| Christel Simms | 50 m livre  | 26s64         | 47º           | Não avançou | Não avançou | Não avançou | Não avançou |
| Christel Simms | 100 m livre | 56s67         | 41º           | Não avançou | Não avançou | Não avançou | Não avançou |

### Saltos ornamentais
Masculino
| Atletas            | Evento                     | Preliminares | Preliminares | Semifinal   | Semifinal   | Final       | Final       |
| Atletas            | Evento                     | Pontos       | Posição      | Pontos      | Posição     | Pontos      | Posição     |
| ------------------ | -------------------------- | ------------ | ------------ | ----------- | ----------- | ----------- | ----------- |
| Rexel Ryan Fabriga | Plataforma 10 m individual | 358,85       | 28º          | Não avançou | Não avançou | Não avançou | Não avançou |

Feminino
| Atletas          | Evento                   | Preliminares | Preliminares | Semifinal   | Semifinal   | Final       | Final       |
| Atletas          | Evento                   | Pontos       | Posição      | Pontos      | Posição     | Pontos      | Posição     |
| ---------------- | ------------------------ | ------------ | ------------ | ----------- | ----------- | ----------- | ----------- |
| Sheila Mae Perez | Trampolim 3 m individual | 251,15       | 23º          | Não avançou | Não avançou | Não avançou | Não avançou |

### Taekwondo
Masculino
| Atleta      | Evento | Preliminares           | Quartas                | Semifinais             | Repescagem             | Final                  | Posição     |
| Atleta      | Evento | Adversário e resultado | Adversário e resultado | Adversário e resultado | Adversário e resultado | Adversário e resultado | Posição     |
| ----------- | ------ | ---------------------- | ---------------------- | ---------------------- | ---------------------- | ---------------------- | ----------- |
| Tshomlee Go | -58kg  | AUS R. Carneli D 0-1   | Não avançou            | Não avançou            | Não avançou            | Não avançou            | Não avançou |

Feminino
| Atleta                 | Evento | Preliminares           | Quartas                | Semifinais             | Repescagem             | Final                  | Posição     |
| Atleta                 | Evento | Adversário e resultado | Adversário e resultado | Adversário e resultado | Adversário e resultado | Adversário e resultado | Posição     |
| ---------------------- | ------ | ---------------------- | ---------------------- | ---------------------- | ---------------------- | ---------------------- | ----------- |
| Mary Antoinette Rivero | -67kg  | CRO S. Šarić D 1-4     | Não avançou            | Não avançou            | Não avançou            | Não avançou            | Não avançou |

### Tiro
Masculino
| Atleta   | Evento         | Qualificação | Qualificação | Final       | Final       | Posição |
| Atleta   | Evento         | Placar       | Posição      | Placar      | Total       | Posição |
| -------- | -------------- | ------------ | ------------ | ----------- | ----------- | ------- |
| Eric Ang | Fossa olímpica | 106          | 35º          | Não avançou | Não avançou | 35º     |

### Tiro com arco
Masculino
| Atleta      | Evento     | Fase de Ranking | Fase de Ranking | Fase de 64                   | Fase de 32             | Oitavas                | Quartas                | Semifinais             | Final                  | Final       |
| Atleta      | Evento     | Placar          | Chave           | Adversário e resultado       | Adversário e resultado | Adversário e resultado | Adversário e resultado | Adversário e resultado | Adversário e resultado | Posição     |
| ----------- | ---------- | --------------- | --------------- | ---------------------------- | ---------------------- | ---------------------- | ---------------------- | ---------------------- | ---------------------- | ----------- |
| Mark Javier | Individual | 654             | 36º             | TPE Kuo C. W. (29) D 102-106 | Não avançou            | Não avançou            | Não avançou            | Não avançou            | Não avançou            | Não avançou |

Legenda
| Recorde mundial      | Recorde mundial (World record)               |                       | Recorde africano                      | Recorde africano (African) |                                           | Q | Classificado por posição (Qualified) |
| Recorde olímpico     | Recorde olímpico (Olympic record)            | Recorde da América    | Recorde da América (Americas)         | q                          | Classificado por melhor tempo (Qualified) |   |                                      |
| Melhor marca do ano  | Melhor marca do ano (World leading)          | Recorde asiático      | Recorde asiático (Asian)              | DNS                        | Não largou (Did not start)                |   |                                      |
| Recorde nacional     | Recorde nacional (National record)           | Recorde europeu       | Recorde europeu (European)            | DNF                        | Não terminou (Did not finish)             |   |                                      |
| Recorde pessoal      | Recorde pessoal do atleta (Personal best)    | Recorde da Oceania    | Recorde da Oceania (Oceania)          | DSQ / DQ                   | Desclassificado (Disqualified)            |   |                                      |
| Recorde da temporada | Recorde da temporada do atleta (Season best) | Recorde sul-americano | Recorde sul-americano (South America) | NM                         | Sem marca (No mark)                       |   |                                      |